# Werdinsel
Le Werdinsel est une île du Limmat, sur le territoire de Zurich dans le canton de Zurich.
Accessible au public et baignade gratuite avec vaste pelouse. Le naturisme est autorisé dans la partie inférieure de l'île.